# Ostani živ
Ostani živ (izviren angleški naslov: Stay Alive) je ameriška grozljivka iz leta 2006, delo režiserja Williama Brent Bella, ki je napisal tudi scenarij skupaj z Matthewom Petermanom. Producent filma je McG. Film je bil izdan 24. marca 2006 v ZDA. Je edina grozljivka distribucije Disney.

## Vsebina
Film se začne z likom v video igri, ki vstopi v mračen dvorec. Skozi dvorec mu sledi ženska v rdeči obleki, ki ga obesi in ubije. Igralec igre je Loomis Crowley (Milo Ventimiglia) in naslov igre je Ostani živ. Loomis je nato obešen in ubit na enak način kot v video igri.
Naslednji dan v službi med pogovorom s svojim šefom Millerjem (Adam Goldberg), Hutch (Jon Foster) izve, da je Loomis mrtev. Na pogrebu spozna dekle z imenom Abigail (Samaire Armstrong), potem pa Hutch odide v kavarno, katere lastnika sta njegova punca October (Sophia Bush) in njen brat Phineas (Jimmi Simpson), oba ljubitelja video iger. Phineas najde v torbi z Loomisovimi stvarmi, katere je dobil Hutch, video igro ''Ostani živ''. Odločijo se, da jo bodo skupaj igrali. Pridružita se jim še Abigail in še en prijatelj Swink (Frankie Muniz), Miller pa igra v svoji pisarni. Igra je postavljena na plantažo Garouge toda se noče začeti dokler skupina ne pove ''Elizabethine molitve''. Igralci si nato ustvarijo like v igri in se začnejo boriti z zlobnimi duhovi otrok na pokopališču, ter se pomikajo proti stolpu. Miller v igri pobere vrtnico in October ugotovi, da zlobni duhovi ne morejo mimo divjih vrtnic. Miller se odpravi v klet, vendar se vrata zaprejo in ostane ločen od ostalih igralcev. Abigail medtem najde skriven prehod in v sobi najde Elizabethin dnevnik z molitvijo v njem. Hutch opazi, da so vsa ogledala v igri počena. Medtem v kleti Miller najde mučilnico polno nemrtvih deklet. Prestrašen odvrže vrtnico, vendar ga zabode ženska oblečena v rdečo. Skupina se zato odloči da za to noč preneha z igro. Čez nekaj minut se ženska v rdečem pojavi v Millerjevi pisarni in ga ubije na enak način kot v igri.
Detektiva Thibodeaux in King izprašata Hutcha saj je poznal obe žrtvi. Hutch ugotovi, da sta Loomis in Miller oba igrala igro ''Ostani živ'' preden sta umrla, in da sta oba umrla na enak način kot v igri. Kasneje October razišče grofico Elizabeth Bathory, žensko v rdečem, ki je nekoč res obstajala. Bothoryeva je uporabljala kri mladih žensk in se v njej kopala, da bi ostala mlada. Njena šibkost so bila le ogledala, saj ni prenesla pogleda na svoje staranje. Nekje drugje se Phineas odloči sam igrati igro. Ko v igri pobegne ven, ga začne loviti kočija s črnimi konji. Tik preden bi ga ubili, Phin zaustavi igro. Navdušen, da je preživel se odpelje nazaj k ostalim, toda strašljiv otrok ga prestraši in tako zapelje iz ceste. Ko stopi iz avtomobila, se pripelje enaka kočija kot v videoigri in ga povozi do smrti. Ostali preživeli se odločijo da igre ne bodo igrali dokler ne bodo izvedeli več o njej. Detektiv King, nekdanji igralec video iger, ignorira Swinkovo opozorilo in začne igrati ''Ostani živ'' dokler v njej ne umre. King skuša nato igro najti v prodajalni video iger, vendar mu prodajalec pove, da še ni slišal zanjo. Ko se čez nekaj trenutkov vrne v avto, umre na enak način kot v video igri.
Swink in October pošakata pri Hutchu, medtem ko on in Abigail preiskujeta Loomisovo hišo. Hutch tam razloži Abigail zakaj sovraži ogenj, saj je njegov ljubosumni oče zažgal hišo ko je bil še deček. Ker se ni mogel premikati je moral gledati kako je njegova mama zgorela. Ko so očeta zaprli, se je preselil k Loomisovim zato ve kako vdreti v to hišo. Tam naletita na ime Jonathan Malkus (James Haven), ki je ustvaril ''Ostani živ''. Medtem pride v javnost Kingova smrt, zato k Hutchu prihiti policija, vendar October in Swink pravi čas pobegneta.
October ugotovi, da je prava grofica Bathory zaprta v stolpu, kot kazen za svoja dejanja. Tam je živela več let in prisegla, da se bo maščevala. Prerojena Bathoryeva je strašila po šoli na plantaži Garouge in pobila veliko deklet. Ugotovi, da je edini način da jo ustavijo je da ji zabijejo tri žeblje skozi telo in tako za vedno ujamejo njeno dušo. October nato odide sama ven na cigareto, ko vidi grofico kako odide v hišo v prenovi. October ji sledi in jo skuša ubiti vendar je neuspešna. Ostali ji skušajo pomagati, vendar October umre kar potre Hutcha. Ker nihče ni igral igre, preživeli ugotovijo, da se ta igra sama od sebe. Trojica tako odide v Malkusovo hišo. Swink se javi, da bo v kombiju igral igro in tako zamotil grofico, medtem ko Hutch in Abigail raziskujeta hišo. Kmalu ugotovijo, da se Malkusova hiša nahaja na plantaži Garouge. Med igranjem, Swink ugotovi da lahko predmete iz igre prikliče v resničnost.
Swink vodi Hutcha skozi pokopališče do stolpa, medtem ko Abigail zaide v skrivno sobo, ki jo je našla v igri. V sobi najde rezila, ki jih uporablja Bathoryeva, ki jo napade. Hutch zasliši njene krike in Swink ga vodi do nje. V igri Swink odvrže vrtnico na grofico, ki tako izgine. Grofica nato začne goljufati in zaklene Swinka v kombi, medtem ko njena kočija drvi proti njemu. Swink pobegne iz kombija, vendar ga grofica želi ubiti v realnosti čeprav je njegov lik v igri še vedno živ. Začne mu slediti s svojo kočijo in Swink pade v vrtnice, medtem ko grofica stopi iz kočije z rezili v roki. Hutch in Abigail se vrneta h kombiju, kjer opazita na prenosniku napis ''Konec igre'' in mrtev Swinkov lik v igri.
Hutch in Abigail vzameta prenosnik in nabereta nekaj divjih vrtnic. Nato skozi pokopališče odideta proti stolpu. Zasledovati jih začne skupina mrtvih otrok, zato spustita vrtnico in odideta v Bathoryevo mučilnico. Hutch in Abigail se nato ločita in Abigail ga poziva naj poišče Bathoryevo truplo in opravi ritual, medtem ko ona ostane sama z zadnjo vrtnico. Hutch odide in Bathoryev duh napade Abigail. Hutch se povzpne na vrh stolpa in najde popolnoma ohranjeno telo Elizabeth Bathory. Medtem ko se Abigail bori za življenje, Hutch zabije tri žeblje v Bathoryevo truplo. Ko konča, zli duh preneha napadati Abigail. Hatch prevrne oljno svetilko in prelije olje čez tla. Spomni se, da Grofica sovraži zrcala, zato Hutch uporabi odsev na prenosniku da bi jo odvrnil. Premagova strah pred ognjem in sproži požar v prostoru Šele nato Swink, ki je še vedno živ in prinese še več vrtnic, se vrne z Abigailom reši Hutcha. Medtem ko grofičino telo gori, trojica odide iz stolpa.
Medtem so vtrgovini video igric, police polne pravkar objavljenih iger "Ostani živ". Zaposlenec vstavi kopijo v PlayStation 2. Ko se igra začne, se sliši glas ki citira Elizabethovo molitev. Zlobni duh Grofice Elizabeth Bathory se nato vidi, kako gleda skozi okno njenega stolpa.

## Igralci
- Jon Foster kot Hutch MacNeil
- Frankie Muniz kot Swink Sylvania
- Samaire Armstrong kot Abigail
- Jimmi Simpson kot Phineas Bantum
- Sophia Bush kot October Bantum
- Wendell Pierce kot detektivThibodeaux
- Rio Hackford kot detektiv King
- Milo Ventimiglia kot Loomis Crowley
- Adam Goldberg kot Miller Banks
- Alice Krige kot avtorica
- Maria Kalinina kot Elizabeth Bathory
- James Haven (le v posebni izdaji) kot Jonathan Malkus in ustvarjalec video igre
- Billy Slaughter kot Rex
- Nicole Oppermann kot Sarah